# クイーン II
『クイーンII』（Queen II）は、イギリスのロックバンド・クイーンの2作目のアルバム。本国では1974年3月8日に発売され、日本では3か月後の6月25日に発売された。邦題には『ホワイト・クイーンとブラック・クイーンの啓示』という副題が付けられていた。

## 解説
バンド初のコンセプト・アルバムであり、前作『戦慄の王女』によるプレスからの酷評に対する回答でもあった。
レコード発売当時は、ギタリストのブライアン・メイ中心の「サイド・ホワイト」と、ボーカルのフレディ・マーキュリー作の楽曲のみの「サイド・ブラック」の2つに分けるという形式がとられた。この「白と黒」というコンセプトは、メドレー形式の曲の収録方法、アルバムジャケットの裏表や見開きの写真にも貫かれており、片面ずつのトータル性や「白と黒」が対になったコンセプトを1枚のアルバムとして押し出していた。
ライブにおいても、ライティングの効果を無視してこのコンセプトが用いられた。しかし、CD化に際して上述のようなコンセプトも失われた。ただ、できるだけこのコンセプトを守るため、サイド・ブラックの始まりを飾る「オウガ・バトル」の冒頭には、長めの空白が挿入されている。
デビュー当初から、ルックス面におけるグラムロックの影響、作品にみられるクラシックの影響や組曲的、メドレー的な曲構成、レコードのA面・B面をトータルコンセプトの元に作る作風などから、一部ではプログレッシブ・ロックの要素をアルバムに取り入れたともいわれた。
メインジャケットは、フレディ以外のメンバーは白の衣装を着た写真を希望していたが、フレディの強い要望で黒のジャケットが採用された。また、映像作品『グレイテスト・ビデオ・ヒッツ1』のジャケットにも流用された。
また、ガンズ・アンド・ローゼズのアクセル・ローズは「オレが死んだら『クイーンII』を棺に入れてくれ」と述べたという逸話がある。

## 発売日
- イギリス - 1974年3月8日
- 日本 - 1974年6月25日

## 収録曲

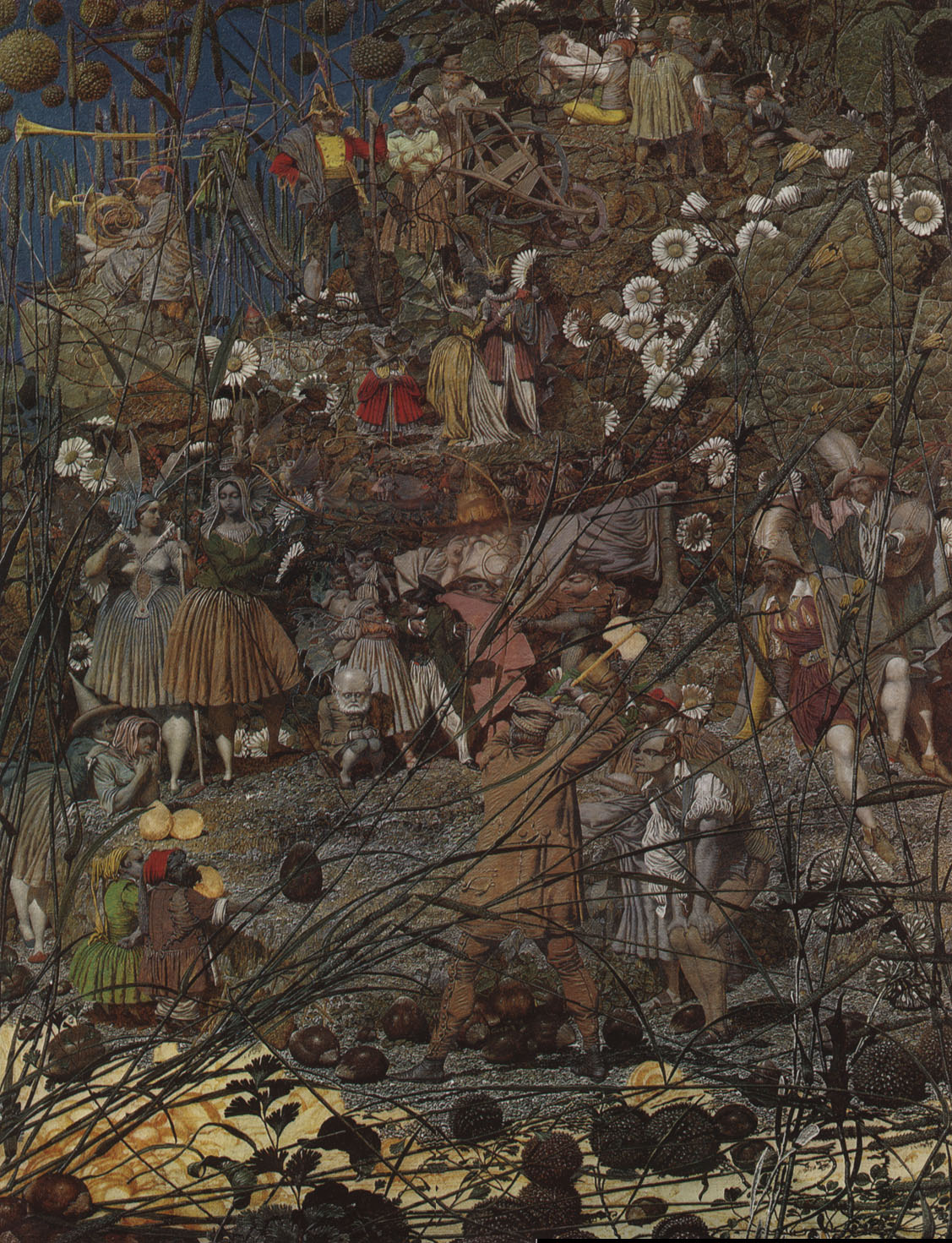
「フェアリー・フェラーの神技」の原案となった、リチャード・ダッドの同名の絵画

レコード発売当初は「サイド・ホワイト」「サイド・ブラック」と、各面が分かれ「A面」「B面」という区別がなかった。ジャケットは、表裏がブラック、見開きはホワイトが、それぞれ基調とされた。
特記を除き、リードボーカルはフレディ・マーキュリーが担当。
| writing_credits yes |                                                   |                    |                    |                  |      |
| #                   | タイトル                                          | 作詞               | 作曲・編曲         | リード・ボーカル | 時間 |
| 1.                  | 「プロセッション」(Procession)                    | ブライアン・メイ   | ブライアン・メイ   |                  | 1:13 |
| 2.                  | 「父より子へ」(Father To Son)                     | メイ               | メイ               |                  | 6:13 |
| 3.                  | 「ホワイト・クイーン」(White Queen (As It Began)) | メイ               | メイ               |                  | 4:35 |
| 4.                  | 「サム・デイ・ワン・デイ」(Some Day One Day)      | メイ               | メイ               | メイ             | 4:22 |
| 5.                  | 「ルーザー・イン・ジ・エンド」(Loser In the End)  | ロジャー・テイラー | ロジャー・テイラー | テイラー         | 4:06 |

| #         | タイトル                                                               | 作詞・作曲             | リード・ボーカル       | 時間  |
| --------- | ---------------------------------------------------------------------- | ---------------------- | ---------------------- | ----- |
| 6.        | 「オウガ・バトル」(Ogre Battle)                                        | フレディ・マーキュリー |                        | 4:09  |
| 7.        | 「フェアリー・フェラーの神技」(The Fairy Feller's Master-Stroke)       | マーキュリー           |                        | 2:41  |
| 8.        | 「ネヴァーモア」(Nevermore)                                            | マーキュリー           |                        | 1:19  |
| 9.        | 「マーチ・オブ・ザ・ブラック・クイーン」(The March of the Black Queen) | マーキュリー           | マーキュリー、テイラー | 6:33  |
| 10.       | 「ファニー・ハウ・ラヴ・イズ」(Funny How Love is)                      | マーキュリー           |                        | 2:51  |
| 11.       | 「輝ける7つの海」(Seven Seas of Rhye)                                  | マーキュリー           |                        | 2:49  |
| 合計時間: | 合計時間:                                                              | 合計時間:              | 合計時間:              | 40:51 |

| #         | タイトル                                                                             | 作詞・作曲   | 時間  |
| --------- | ------------------------------------------------------------------------------------ | ------------ | ----- |
| 12.       | 「シー・ホワット・ア・フール・アイヴ・ビーン」(See What a Fool I've Been)            | メイ         | 4:32  |
| 13.       | 「オウガ・バトル (1991 ボーナス・リミックス)」(Ogre Battle (1991 Bonus Remix))       | マーキュリー | 3:27  |
| 14.       | 「輝ける7つの海 (1991 ボーナス・リミックス)」(Seven Seas of Rhye (1991 Bonus Remix)) | マーキュリー | 6:35  |
| 合計時間: | 合計時間:                                                                            | 合計時間:    | 55:25 |

| #         | タイトル | 作詞・作曲   | 時間  |
| --------- | --- | ------------ | ----- |
| 1.        | 「シー・ホワット・ア・フール・アイヴ・ビーン (BBCセッション 1973/7 - 2011リミックス)」(See What a Fool I've Been (BBC session, July 1973 - remix 2011)) | メイ         | 4:22  |
| 2.        | 「ホワイト・クイーン (ライヴ・アット・ハマースミス・オデオン 1975/12)」(White Queen (As It Began) (live at Hammersmith Odeon, December 1975))           | メイ         | 5:35  |
| 3.        | 「輝ける7つの海 (インストゥルメンタル・ミックス 2011)」(Seven Seas of Rhye (instrumental mix 2011))                                                     | マーキュリー | 3:10  |
| 4.        | 「ネヴァーモア (BBCセッション 1974/4)」(Nevermore (BBC session, April 1974))                                                                            | マーキュリー | 1:30  |
| 5.        | 「シー・ホワット・ア・フール・アイヴ・ビーン (シングル「輝ける7つの海」B面)」(See What a Fool I've Been (B-side version, February 1974))                | メイ         | 4:32  |
| 合計時間: | 合計時間: | 合計時間:    | 19:09 |

| #  | タイトル | 作詞 | 作曲・編曲 |
| -- | --- | ---- | ---------- |
| 6. | 「ホワイト・クイーン (ライヴ・アット・ザ・レインボー 1974年)」(White Queen (As It Began) (live at The Rainbow '74))   |      |            |
| 7. | 「輝ける7つの海 (ライヴ・アット・ウェンブリー・スタジアム 1986年)」(Seven Seas of Rhye (live at Wembley Stadium '86)) |      |            |
| 8. | 「オウガ・バトル (ライヴ・アット・ハマースミス・オデオン 1975年)」(Ogre Battle (live at Hammersmith Odeon '75))       |      |            |

## 担当
クイーン
- フレディ・マーキュリー – ボーカル、コーラス、ピアノ、ハープシコード (#7)
- ブライアン・メイ – ギター、ボーカル、コーラス、ピアノ(#2)、チューブラーベル(#9)
- ロジャー・メドウズ・テイラー  – ドラムス、コーラス、ボーカル、パーカッション、マリンバ(#5)、ゴング(#6)
- ジョン・ディーコン – ベース、ギター(#2)

スタッフ
- ロイ・トーマス・ベイカー – プロデューサー、カスタネット(#7)、スタイロフォン(#11)
- ロビン・ジェフリー・ケーブル - プロデューサー

## チャート最高順位
- 全英5位（ミュージック・ウィーク）
- 全米49位（ビルボード）
- 日本26位（オリコン）